# Aphonopelma gabeli
Aphonopelma gabeli là một loài nhện trong họ Theraphosidae.
Loài này thuộc chi Aphonopelma. Aphonopelma gabeli được miêu tả năm 1995 bởi Smith.